# Arte de Dinamarca

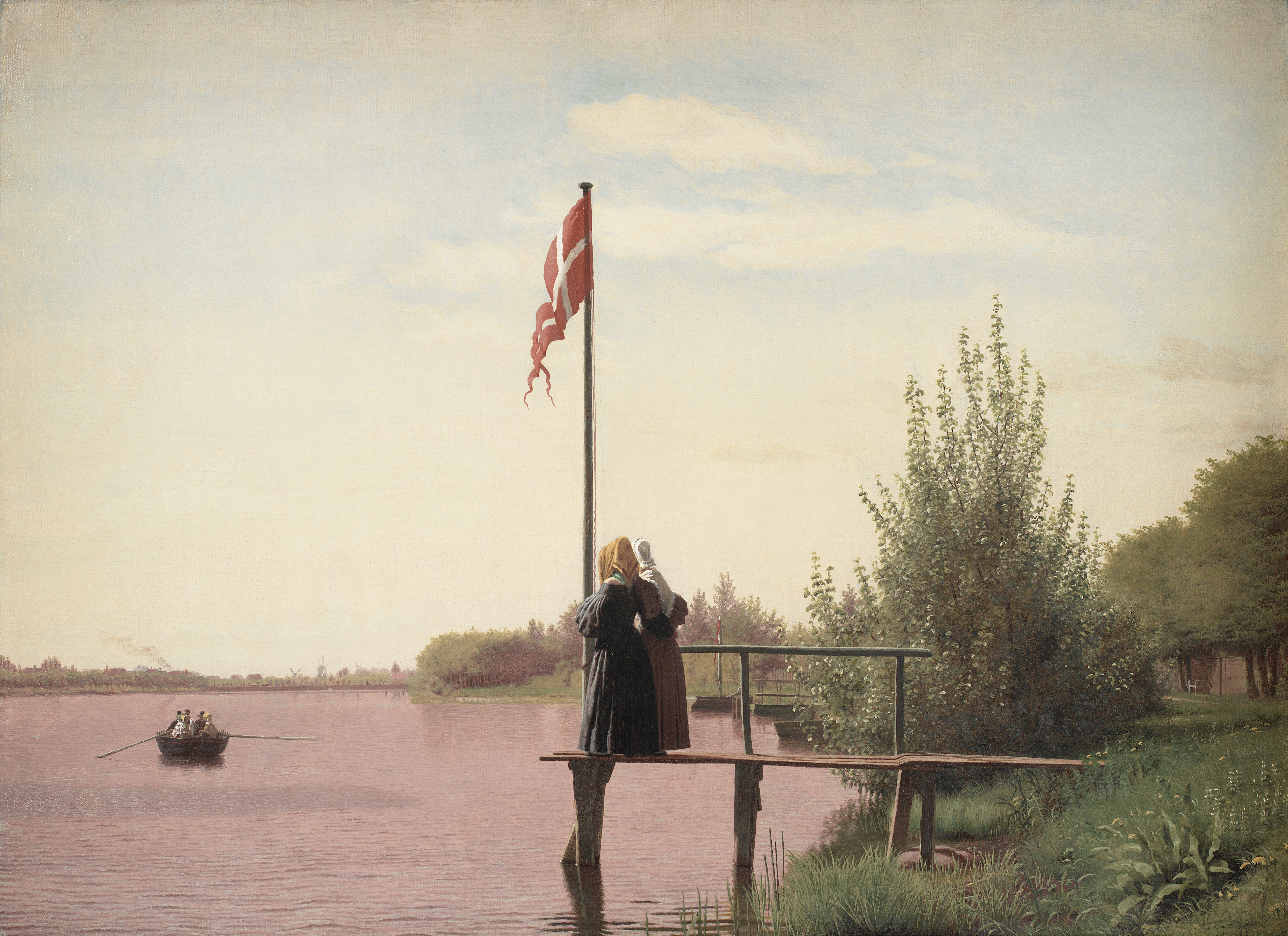
Vista del lago Sortedam de Christen Købke, de 1838. La bandera de Dinamarca es un elemento frecuente las obras de ese periodo.

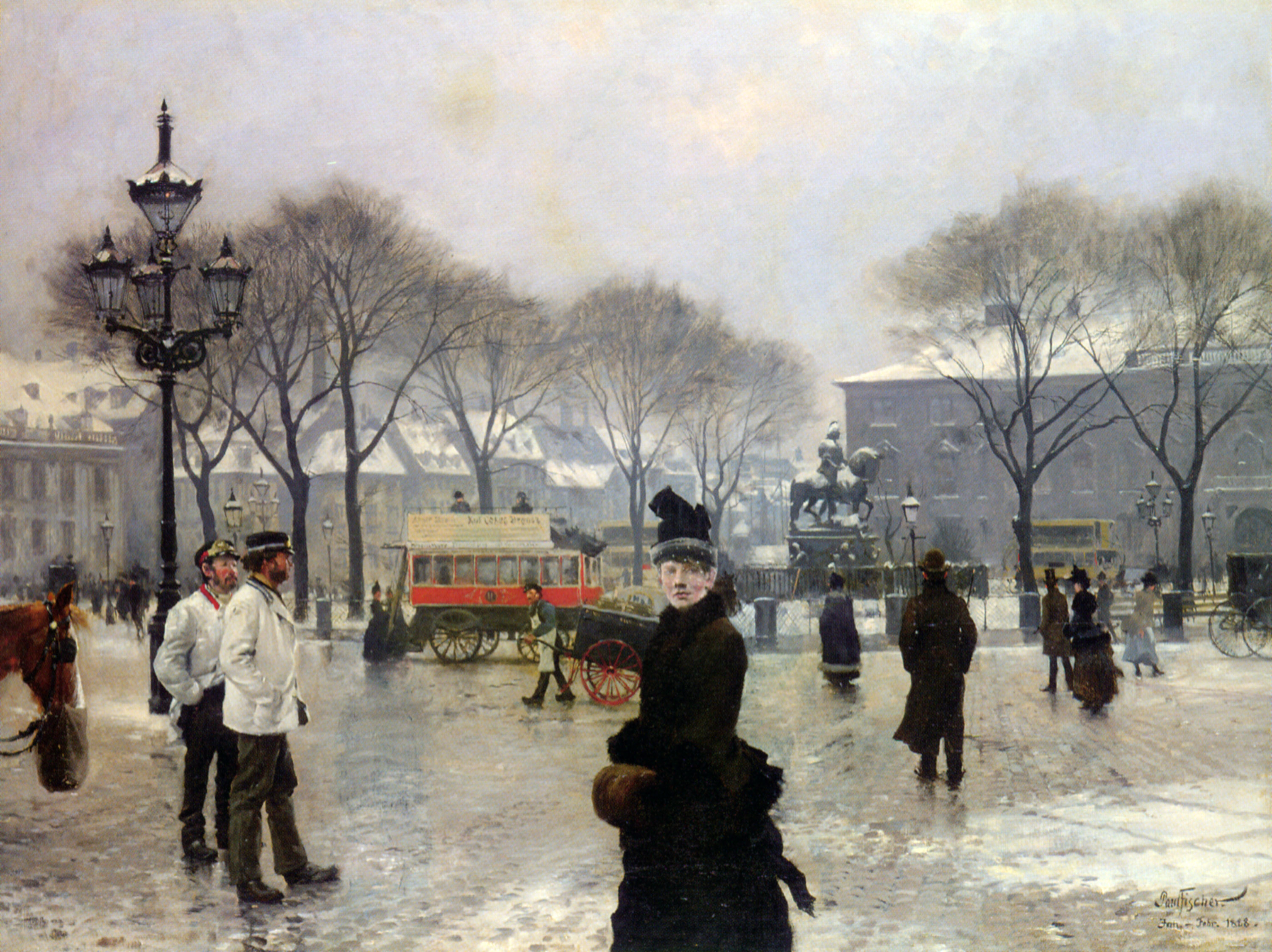
Día de invierno en Kongens Nytorv, Copenhagen Paul Gustave Fischer, óleo de 1888.

El arte de Dinamarca tiene unos orígenes que se remontan miles de años en el pasado, con objetos relevantes del II milenio a. C., como el carro solar de Trundholm. Por su parte, el arte de la Dinamarca moderna pertenece al de la Edad del Bronce nórdica, y luego al arte vikingo y nórdico. Las pinturas danesas del Medioevo son principalmente frescos.
A continuación y durante un largo periodo el arte en Dinamarca o era importado de Alemania y de los Países Bajos, o sus artistas estudiaban en el extranjero y producían obras rara vez inspiradas por elementos daneses. Desde el siglo XVIII la situación se invirtió. Se fundó la Academia Real de Bellas Artes en la capital Copenhague, comenzó la Edad de Oro danesa, y se inició una tradición artística que continúa en la actualidad.

## Edad del Bronce nórdica

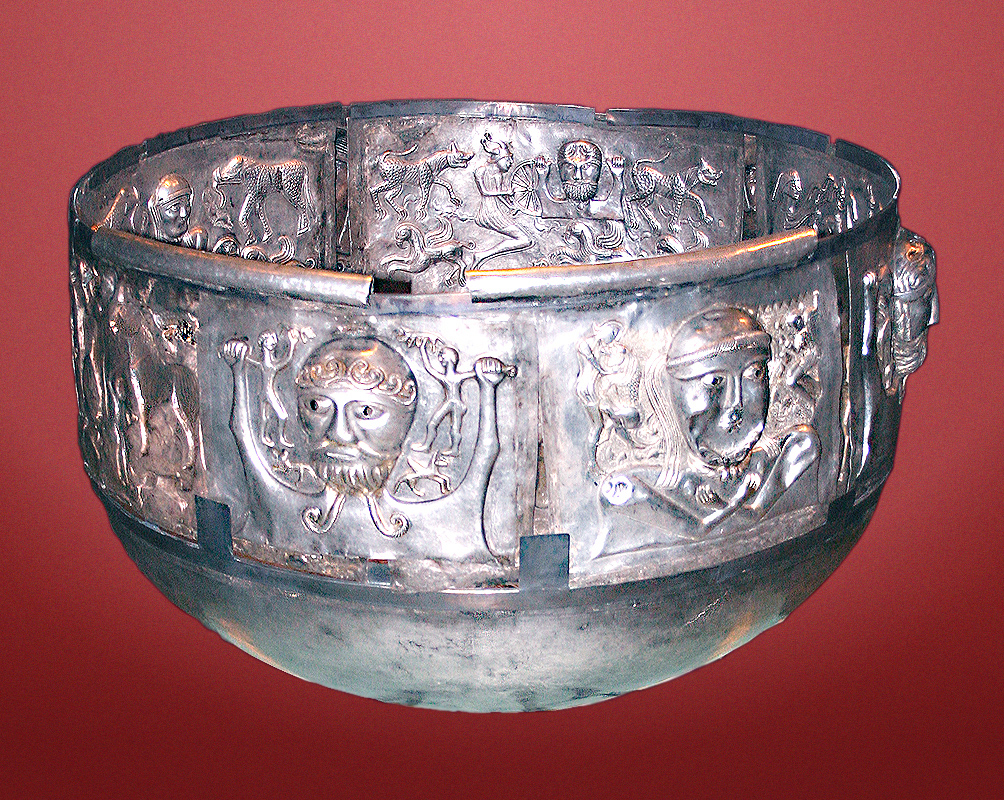
El Caldero de Gundestrup.

El lur es un cuerno curvo gigante característico de la Edad del Bronce. Treinta y cinco de los cincuenta y tres ejemplares conocidos han sido encontrados en terrenos cenagosos de Dinamarca, con frecuencia en parejas. Son por lo general de bronce y presentan una superficie con decoraciones.
Un hallazgo de probable origen exterior es el Caldero de Gundestrup, constituido por el ensamblaje de trece placas de plata, que se piensa fue forjado en el siglo I a. C. Fue encontrado en 1891 en un pantano cerca de la localidad de Gundestrup en Jutlandia nororiental. Con 70 cm de diámetro, el caldero fue tallado a partir de un solo lingote. En la actualidad se encuentra en el Museo Nacional de Dinamarca. Constituye el mayor ejemplo conocido de arte europeo en plata de ese periodo. El estilo y la manufactura sugieren orígenes tracios, mientras que las imágenes albergan similitudes con las celtas, por lo que no se cree que sean una obra local.

## Arte nórdico
La Edad del Hierro germánica, del 400 al 800, está representada por los cuernos de oro de Gallehus, en la actualidad solo conocidos por dibujos tras ser robados y fundidos en 1802, así como objetos de Illerup Ådal, donde se encontraron cerca de 15.000 piezas, depositadas entre 200 y 500.
Los sitios daneses han dado su nombre a dos estilos de arte nórdico, estilo Jelling (siglo X) y su sucesor el Mammen (siglos X y XI), aunque otros estilos también están representados en Dinamarca. Solo se conoce un barco funerario danés, proveniente de Ladbyskibet. Las imágenes en las estelas rúnicas de Jelling son probablemente las más conocidas obras danesas de este periodo. Aunque en la actualidad queda poco de su trabajo en pintura, copias de la mayor de ellas en el Museo Nacional y en el de Jelling han sido recreadas con base en los restos hallados.

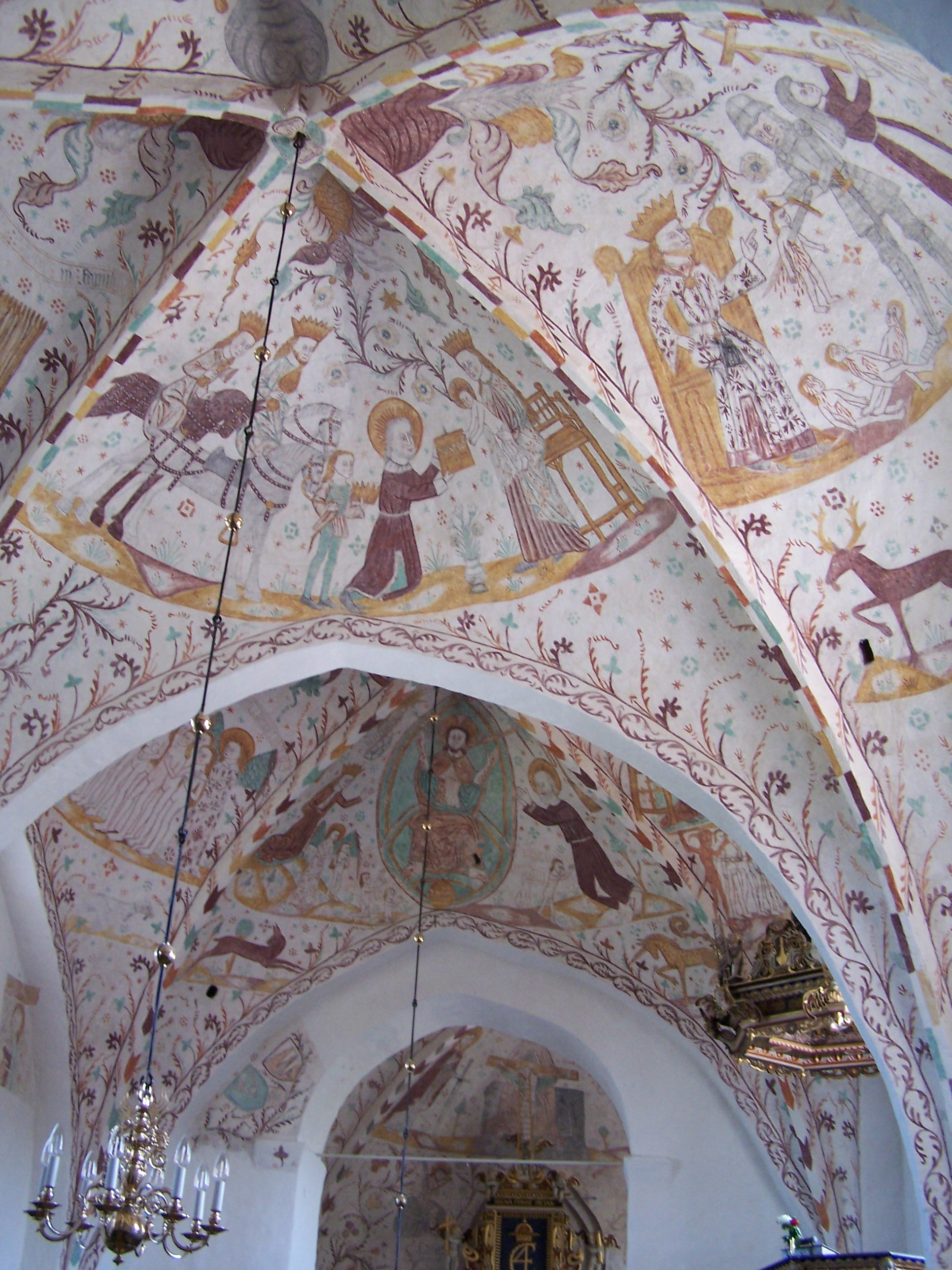
Frescos góticos.

## Frescos medievales en las iglesias
Las pinturas murales de las iglesias (en danés: kalkmalerier) se encuentran en seiscientos templos en Dinamarca, constituyendo sin duda la mayor concentración mundial de este tipo de pinturas. La mayoría de ellos fueron realizados en la Edad Media. Durante siglos estuvieron cubiertas, pues tras la Reforma se las encaló (de akí su nombre, en danés: kalk) para solo ser restauradas y redescubiertas en los siglos XIX y XX. De gran interés para el arte danés son las pinturas góticas de los siglos XV y XVI, pues reflejan un estilo típico de artistas nativos. Adoptando el estilo de la Biblia pauperum, representan varias de las más populares historias del Antiguo y Nuevo Testamento en yuxtaposiciones tipológicas.

## Renacimiento en elsigloXVIII

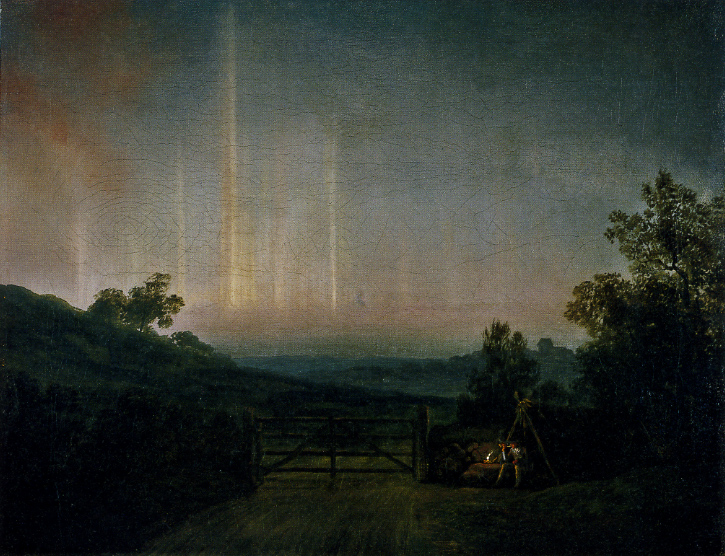
Paisaje con luces del norte - Intento de pintar una aurora boreal, de Jens Juel.

La pintura en tabla y en talla de madera de finales del Medioevo fueron muy influenciados por los estilos germánicos septentrionales, en particular de Hamburgo y de otras ciudades hanseaticas. Durante la Reforma las pinturas religiosas desaparecieron, u durante un largo periodo los principales retratos de la familia real fueron hechos por artistas extranjeros, como el de Cristina de Dinamarca por Hans Holbein el Joven. El retrato de su padre Cristián II, realizado por Alberto Durero en Bruselas en 1521, no se ha conservado, aunque sí existen otros cuadros del monarca por otros artistas.

### Academia Real de Bellas Artes
La Academia Real de Bellas Artes, fundada en 1754, siguió las tendencias europeas. Con ella se buscó desarrollar una escuela local que redujese la necesidad de importar artistas de otros países, lo cual en efecto sucedió tras algunas generaciones de estudiantes.
Su segundo director fue Johannes Wiedewelt, un escultor noeclásico formado en Italia y Francia, quien siguió a su padre como escultor de la corte, y es recordado por sus memoriales y decoraciones de jardín, incluyendo el monumento del rey Federico V en la Catedral de Roskilde y en el Monumento Naval en el cementerio Holmens. Otro importante artista neoclásico fue el pintor Asmus Jacob Carstens, que desarrolló parte de su carrera en Italia y Alemania.
El primer pintor en dirigirla fue Carl Gustaf Pilo, un retratista y pintor de eventos históricos, seguido por Nikolaj Abraham Abildgaard, un exestudiante que desarrolló un estilo neoclásico. También pertenecieron a la esfera de la Academia Christian August Lorentzen y Jens Juel, otro Director. A diferencia de otros lugares, muchos de los principales artistas daneses estudiaron y enseñaron en la Academia, siendo las tensiones entre el academicismo y los otros estilos una cuestión mucho menos importante que en Francia, Inglaterra y otros países.

### Bertel Thorvaldsen

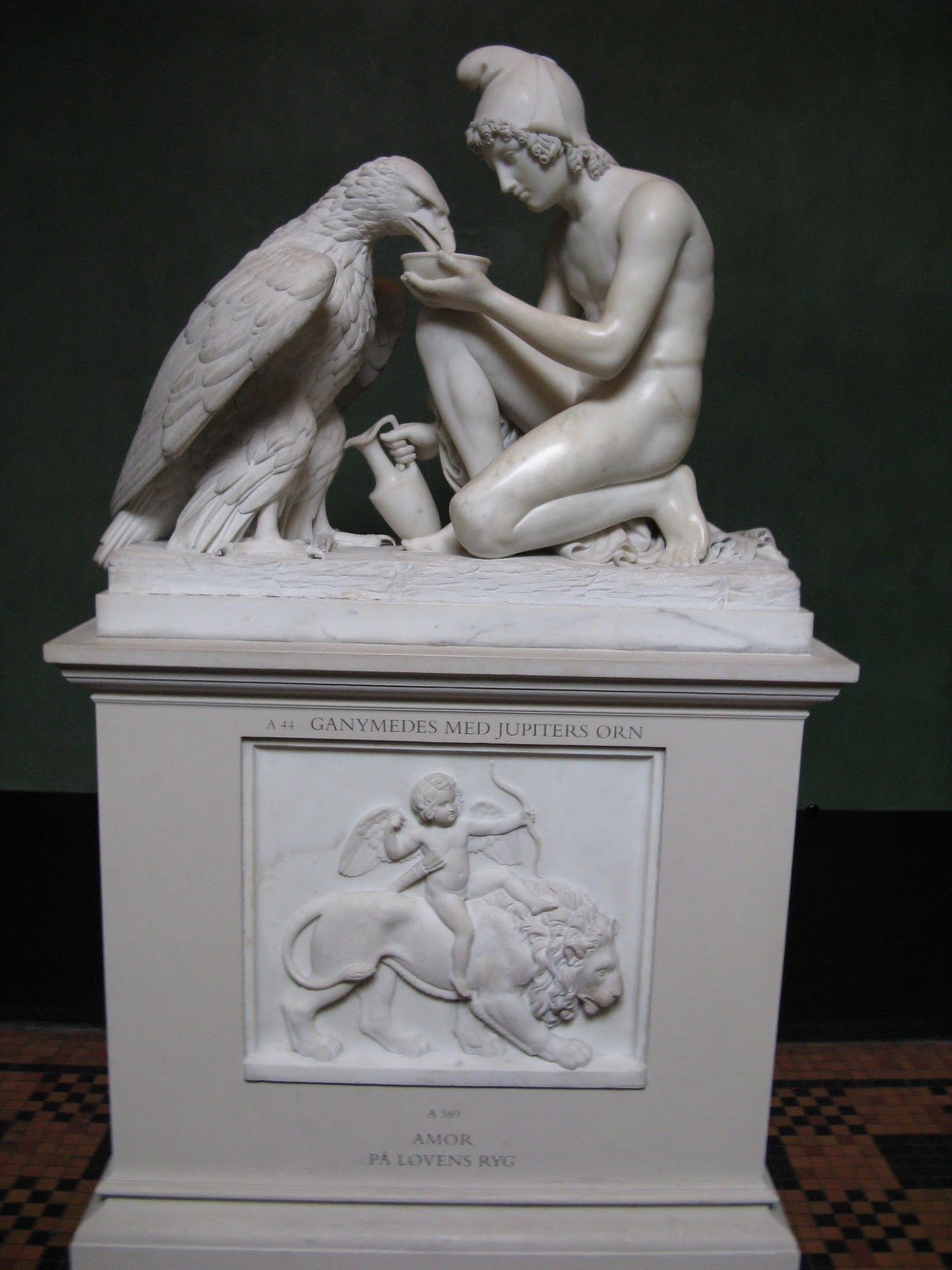
Ganimedes y el águila de Bertel Thorvaldsen, 1817.

Bertel Thorvaldsen, alumno de Abildgaard en la Academia, fue por mucho el más notable de los escultores daneses, liderando junto al italiano Canova la estética neoclásica.
Entre sus obras se encuentra la serie de estatuas colosales de Jesús y los doce apóstoles para la reconstrucción de la Catedral de Nuestra Señora de Copenhague. Los motivos de sus relieves, estatuas y bustos provienen sobre todo de la mitología griega, pero también elaboró los retratos de importantes personalidades, como la tumba del papa Pío VII en la Basílica de San Pedro en Roma.
De hecho, sus trabajos pueden verse en varios países de Europa, habiendo, sin embargo, una gran cantidad de obra en el museo que lleva su nombre en Copenhague Vivió varios años en Roma, donde guio a otros artistas daneses.

## La Edad de Oro

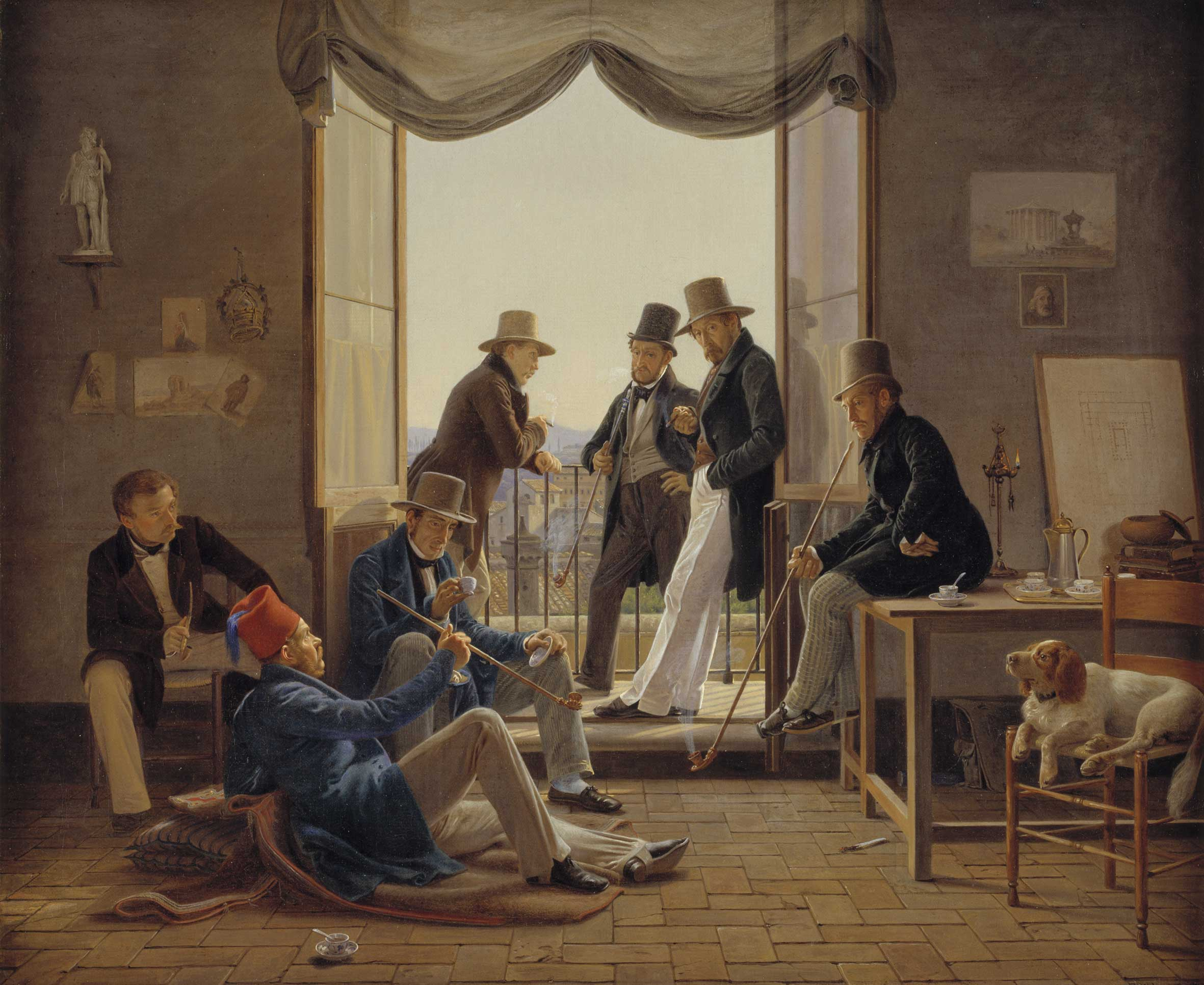
Reunión de artistas daneses en Roma de Constantin Hansen, óleo de 1837.

A principios del siglo XIX apareció la Edad de Oro danesa, caracterizada por la existencia de un estilo nacional por primera vez desde el Medioevo. El periodo duró hasta los años 1850. Era un estilo basado en la Edad de Oro holandesa, en particular en su arte de paisajes, y en la luz del norte, que es suave pero registra fuertes contrastes de color.
El tratamiento de las imágenes consiste en una típica e idealizada versión de la realidad, pero a su vez poco pretenciosa, luciendo más realista que el modelo. También fueron frecuentes las escenas interiores, por lo general pequeños retratos de grupo, con un tratamiento similar de los objetos y los muebles domésticos, por lo general del círculo de amigos del artista.
Sobre todo en el paisajismo se expresó la cuestión de Schleswig-Holstein, un evento político crucial para la historia nacional, pero poco notado en el resto de Europa. En el extranjero, de hecho, el arte danés siguió siendo poco conocido, permaneciendo en su territorio la mayoría de las obras de sus artistas.
Entre los artistas de este periodo se encuentra C. A. Jensen, quien se especializó en retratos.

### Eckersberg y sus discípulos

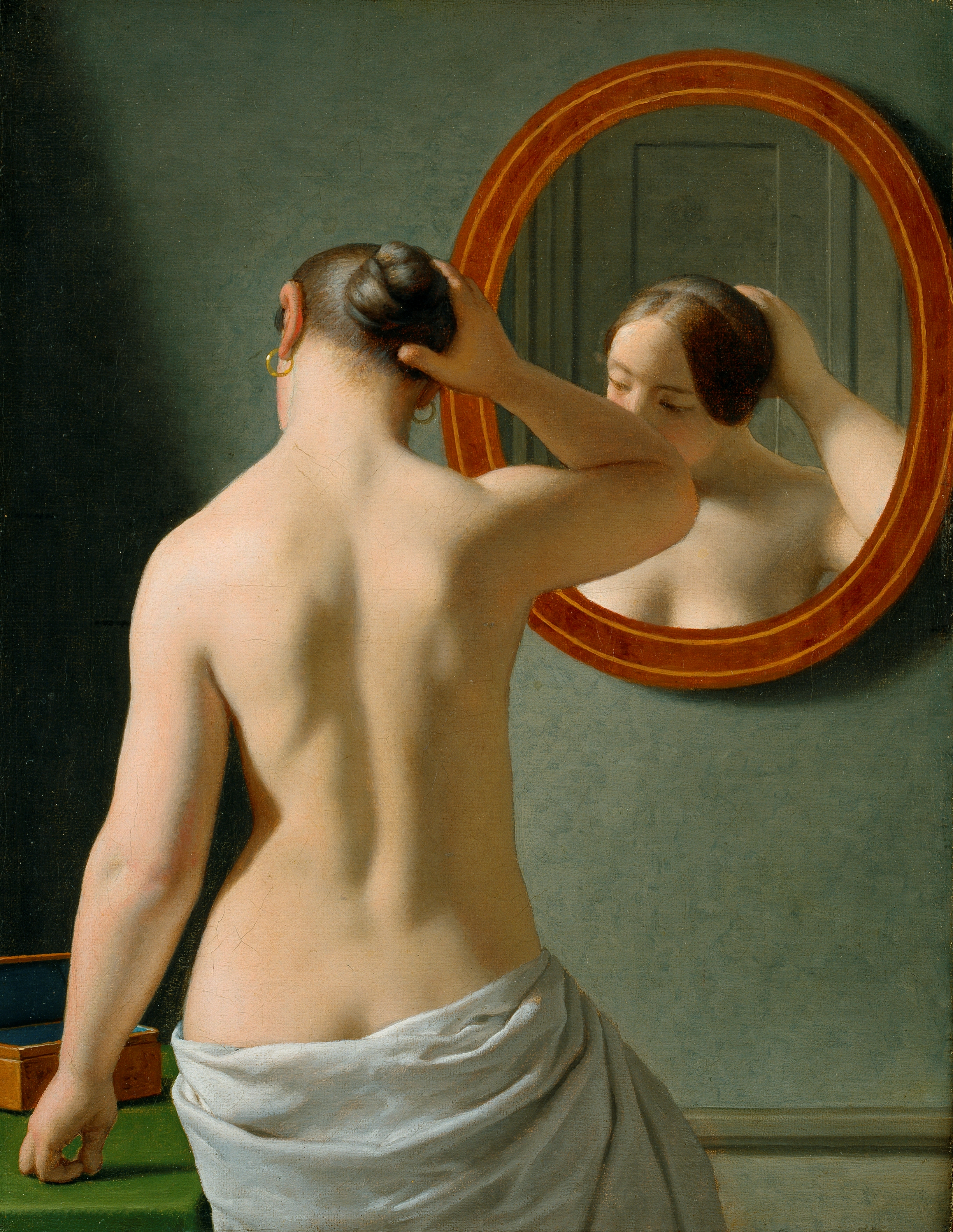
Una mujer desnuda arregla su cabello frente a un espejo, óleo de Eckersberg.

Una figura crucial de este periodo fue Christoffer Wilhelm Eckersberg, quien estudió en París con Jacques-Louis David y fue además inclinado hacia el neoclasicismo por Thorvaldsen. Enseñó en la Academia de 1818 a 1853, siendo su director a finales de los años 1820. Fue una importante influencia para la siguiente generación, con la que el paisajismo adquirió un mayor protagonismo. Fue profesor de la mayoría de los artistas más importantes de ese período, como:
- Wilhelm Bendz, recordado por la técnica de sus retratos de amigos artistas, una escena de la clase de anatomía de la Academia, el retrato de grupo de artistas Fiesta de tabaco, Artistas por la tarde en el café Finck en Múnich o Un joven artista (Ditlev Blunck) observa un boceto en un espejo.
- Constantin Hansen se interesó en la literatura y en la mitología, e inspirado por el crítico de arte Niels Lauritz Høyen, desarrolló la pintura de historia nacional basado en la mitología nórdica y pintó retratos, incluyendo el óleo histórico de La Asamblea Constitucional (Den grundlovgivende Rigsforsamling).
- Christen Købke asimismo influenciado por Høyen, fue un pintor de escenas históricas que promovió un enfoque nacionalista, insistiendo en que los artistas buscasen temas en el folclor local, y no en el de otros países, como Italia.
- Wilhelm Marstrand fue un prolífico artista que dominó varias disciplinas, recordado por haber elaborado imágenes icónicas de la historia y la cultura de Dinamarca, como escenas urbanas, las festividades y la vida pública en Roma los retratos o sus comisiones monumentales de universidades y del gobierno.
- Martinus Rørbye es recordado por sus escenas de género de la capital, por sus paisajes y cuadros de arquitectura, así como por sus dibujos de países rara vez visitados en su tiempo.
- Ditlev Blunck fue un artista influido en sus comienzos por la pintura histórica de Johan Ludwig Lund, posteriormente se inclinó al realismo cotidiano de sus contemporáneos y finalmente se sintió atraído por los motivos religiosos de los nazarenos.

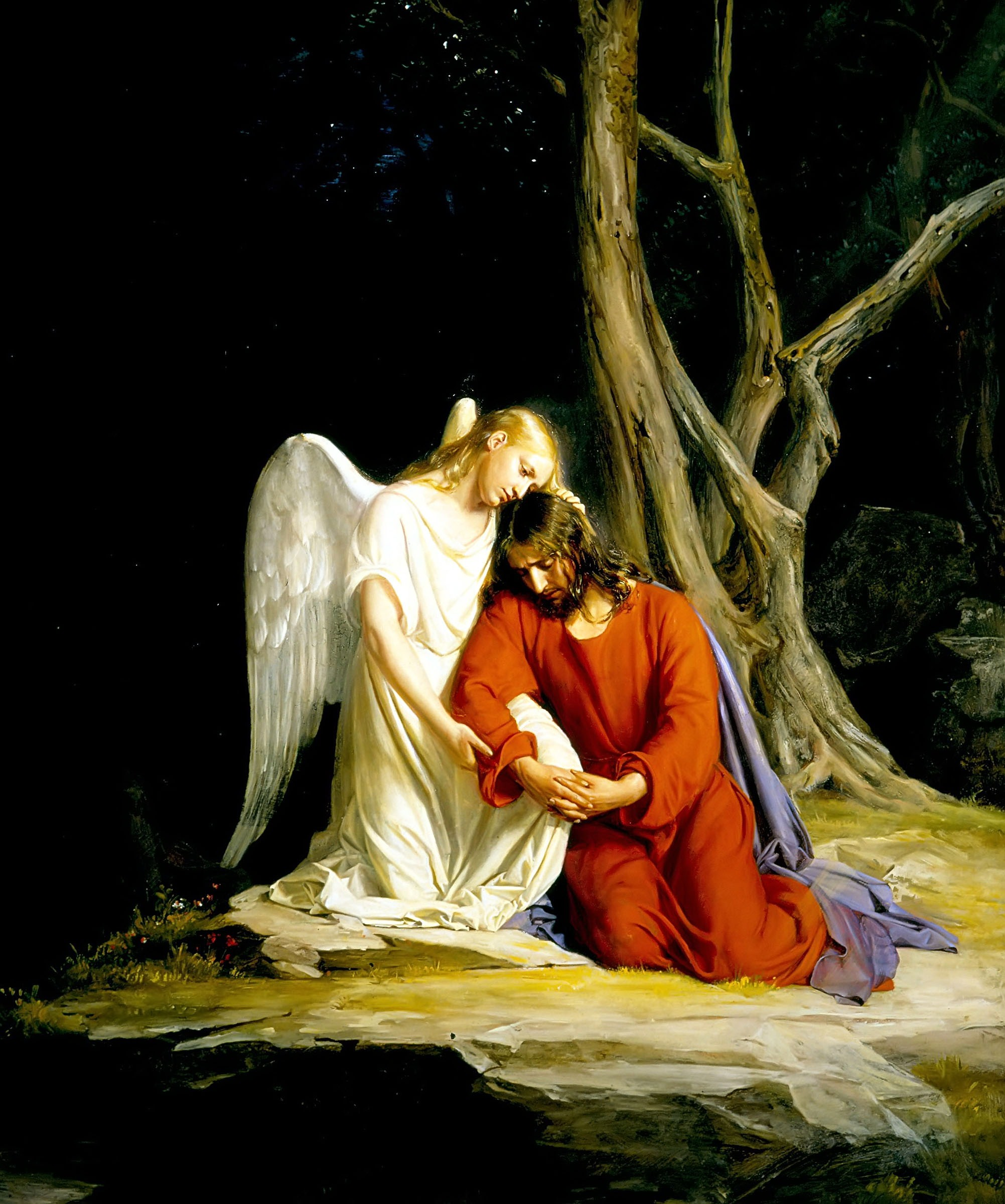
Gethsemane de Carl Bloch.

## Finales delsigloXIX

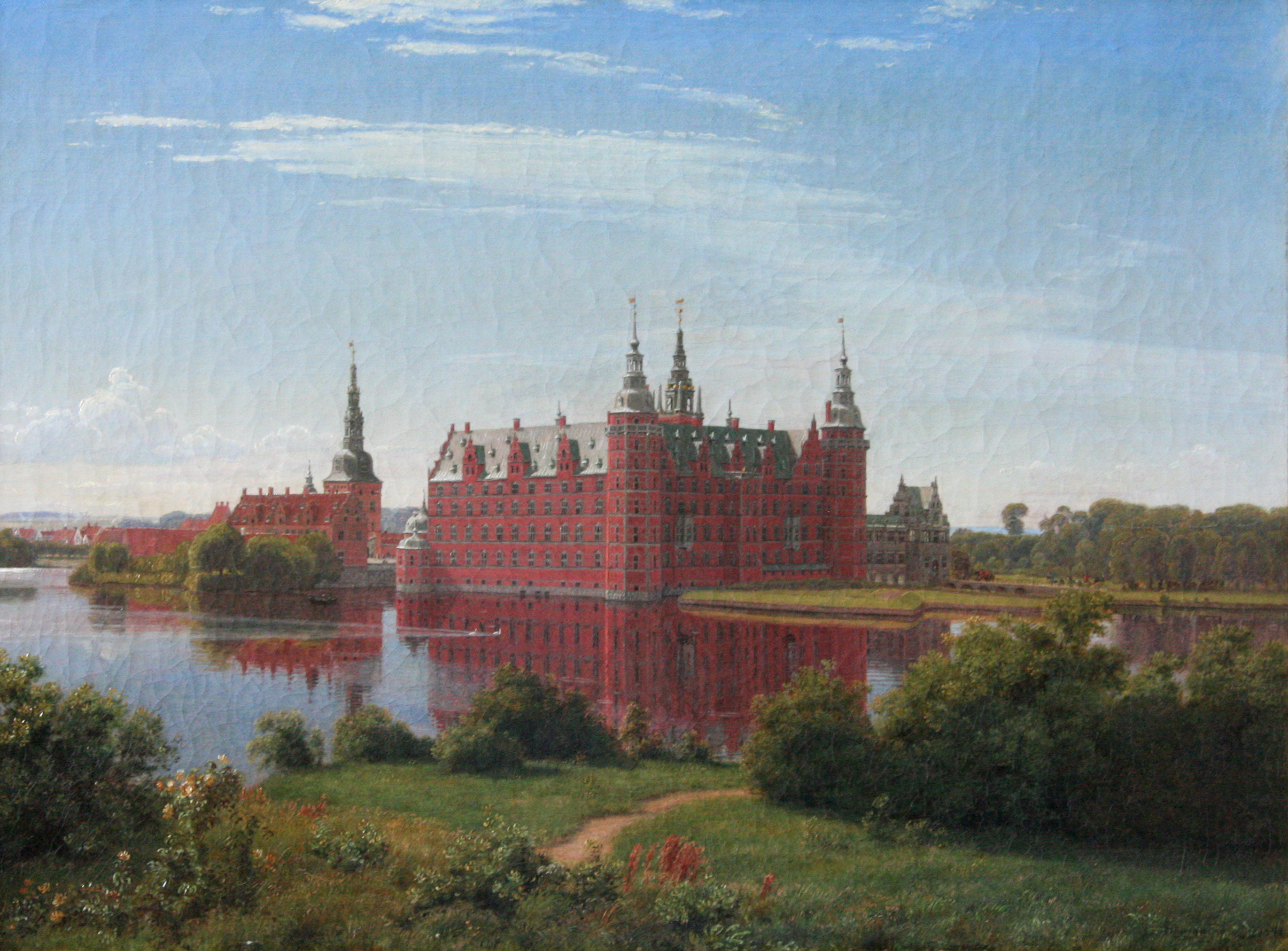
El Castillo de Frederiksborg de P.C. Skovgaard.

A finales del siglo XIX la pintura danesa mantuvo algunas características de su Edad de Oro. Poco a poco, sin embargo, se acercó a otros estilos vigentes en Europa, en particular en Alemania.
Algunos de los artistas que sobresalieron en ese periodo fueron Jørgen Roed, quien realizó retratos y figuras religiosas, entre ellas el Jesu Korsfæstelse (Crucifixión) para la iglesia del castillo de Frederiksborg. Johan Lundbye alcanzó la celebridad por sus dibujos de animales y sus paisajes, en particular la Kystparti ved Isefjord. Por su parte, P. C. Skovgaard fue conocido básicamente por sus paisajes, en donde el protagonismo de la naturaleza danesa ayudó a forjar el estilo nacional en términos de luz y atmósfera.
Elisabeth Jerichau-Baumann nació en el céntrico barrio de Żoliborz de Varsovia, la capital de Polonia, pero emigró joven a Dinamarca, donde se casó con el escultor Jens Adolf Jerichau en 1846. Es más conocida por sus retratos siendo la Familia Real Danesa uno de sus principales comisionistas. El erotismo de algunas de sus pinturas no fue apreciado en su tiempo.
Carl Heinrich Bloch fue uno de los pocos artistas daneses de pintura de historia, conocido sobre todo por sus temas bíblicos, quien desarrolló su estilo académico en Italia, donde vivió hasta 1866. Se le encargó la realización de veintitrés pinturas para la capilla del Castillo de Frederiksborg sobre la vida de Cristo, las cuales se convirtieron en ilustraciones muy populares. Por más de cuarenta años la Iglesia de Jesucristo de los Santos de los Últimos Días ha utilizado esos dibujos en su edificios y publicaciones.
Edvard Eriksen es recordado como el autor de la escultura de bronce de La Sirenita en Copenhague. Basándose en el personaje de Hans Christian Andersen, elaboró su obra en 1913.

### Los movimientos de Skagen y Funen

Hip hip hurra! Fiesta de artistas en Skagen, de P.S. Krøyer, 1888. La imagen muestra una reunión de los pintores de Skagen.

En 1871 Holger Drachmann y Karl Madsen visitaron Skagen en el extremo septentrional de Jutlandia, donde rápidamente desarrollaron una de las colonias de artistas más exitosas de la región. Allí también estuvieron P.S. Krøyer, Carl Locher, Laurits Tuxen, el noruego Christian Skredsvig y Michael y Anna Ancher. Todos pintaron los alrededores naturales y el ambiente local. El entonces simbolista Jens Ferdinand Willumsen también visitó la comunidad de Skagen.
Un poco más tarde se desarrolló en Funen un fenómeno similar con el auspicio de Johannes Larsen y la inspiración de Theodor Philipsen. Entre los artistas de Funen también se encuentran Jens Birkholm, Karl Schou, Harald Giersing, Anna Syberg, Christine Swane y Alhed Larsen.

## Modernismo y expresionismo
Theodor Philipsen, quien conoció a Paul Gauguin, fue el único impresionista danés de su generación. Por su parte, Laurits Andersen Ring fue famoso por su participación en el simbolismo danés, especializándose en la vida rural y en los paisajes de Zealandia septentrional. Paul Gustave Fischer fue un pintor romántico con visos impresionistas especializado en escenas urbanas y en luminosas composiciones de baños estivales.

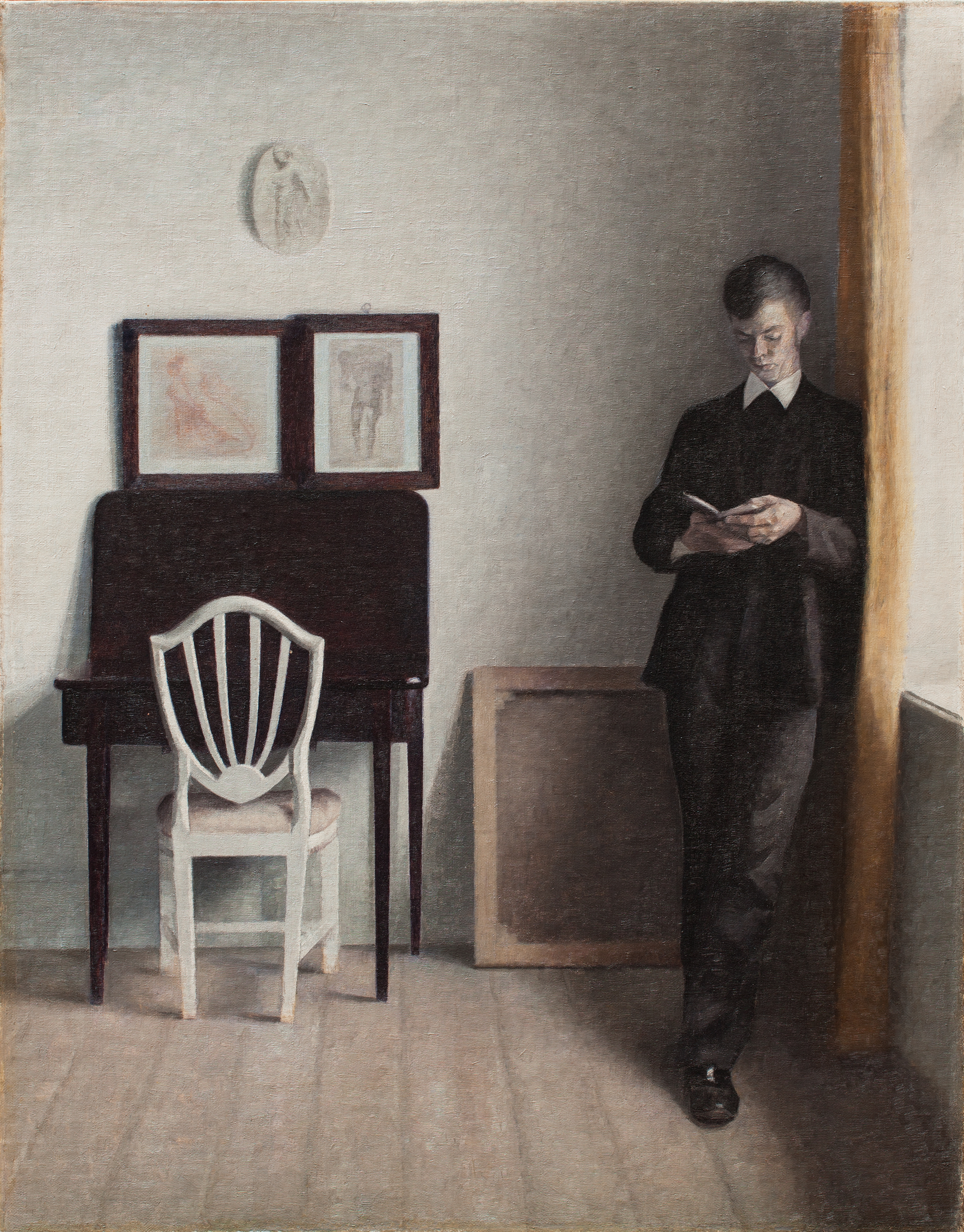
Interior con joven leyendo de Vilhelm Hammershøi.

Vilhelm Hammershøi fue considerado en vida una especie de enigma, recordado por sus sutiles escenas interiores, usualmente vacías pero a veces también con solitarias figuras.
El expresionismo de paisajes se desarrolló entre las Guerras Mundiales con Jens Søndergaard y Oluf Høst como principales representantes. Al mismo tiempo, artistas más jóvenes como Niels Lergaard, Lauritz Hartz y Karl Bovin adoptaron los claros colores franceses y el formalismo del modernismo, agrupándose en 1932. En el mismo periodo, a Edvard Weie, el artista sueco Oluf Høst, Olaf Rude, Kræsten Iversen y Niels Lergaard los atrajo la belleza de las islas bálticas de Bornholm y Christiansø. Juntos fundaron la Escuela de Bornholm, brindando la base de la colección del Museo de Arte de Bornholm, cerca de Gudhjem. Los pintores de la naturaleza y de la vida cotidiana como Erik Hoppe y Knud Agger crearon la exitosa asociación Grønningen, que sirvió como plataforma de exhibición en Copenhague.
Sigurd Swane fue en un principio influenciada por el fovismo en París cuando comenzó una serie de dibujos de bosques ricos en verdes, amarillos y azules. Luego pintó varios paisajes luminosos en su finca en Odsherred, en Selandia nororiental. Por su parte, Harald Giersing fue central en el desarrollo del modernismo clásico en Dinamarca en los años 1910.
Vilhelm Lundstrøm fue un gran modernista que llevó al país el cubismo de Francia. Es recordado por sus naturalezas muertas con naranjas así como por sus desnudos cubistas. En su trabajo posterior, con un carácter menos modernista, se aprecian contrastes de forma y color.
Richard Mortensen fue un importante pintor surrealista, inspirado por Wassily Kandinsky. Fue asimismo uno de los fundadores del grupo "Linien" y un miembro del Grønningen. Sus trabajos expresionistas presentan grandes superficies claras, limpias y coloridas.
Asger Jorn fue artista, escultor, escritor y ceramista. Viajó extensamente. Tras conocer artistas como Benjamin-Constant, Appel y Dotremont, se convirtió en el motor del grupo CoBrA donde se destacó como ceramista sin abandonar su actividad de pintor.
Eva Sørensen fue una importante escultora y ceramista de finales de la década de 1960 y principios de la década de 1970, que trabajó con terracota, mármol y granito, y cuyos trabajos pueden encontrarse por toda Dinamarca.
El diseño danés cobró gran relevancia tras la Segunda Guerra Mundial, en particular sus muebles, donde estuvo a la vanguardia con la estética conocida como modernismo danés, el precursor del diseño escandinavo, popularizado por IKEA. Algunos diseñadores notables son Finn Juhl, Hans Wegner y Arne Jacobsen.

## Arte contemporáneo

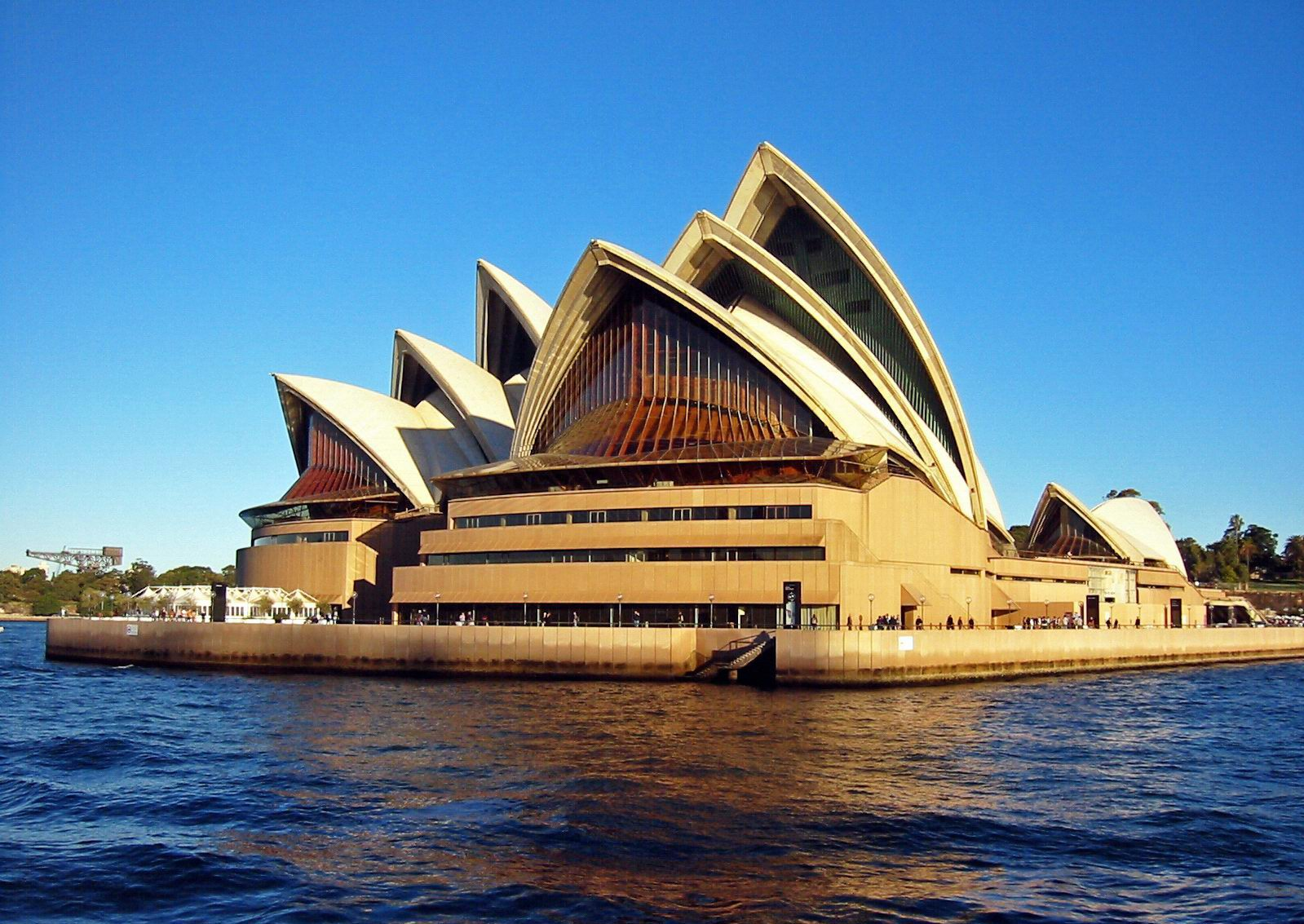
La Ópera de Sídney de Jørn Utzon.

Las colecciones de arte moderno se encuentran en las hermosas instalaciones del Museo Luisiana al norte Copenhague y en el Museo de Arte de Jutlandia del Norte en Aalborg. El Museo Nacional y el Ny Carlsberg Glyptotek, ambos en la capital, albergan tesoros de arte danés e internacional.
Olafur Eliasson atrajo interés en sus exposiciones públicas, como New York City Waterfalls (2008), el Proyecto clima en la galería Tate Modern de Londres en 2003 y en la exhibición Toma Tu Tiempo en el MoMA de Nueva York en 2008.

### Los tapices de Margarita II
Para su cumpleaños cincuenta en 1990, la reina Margarita II decidió utilizar un regalo de la industria, compuesto por trece millones de coronas danesas para producir una serie de tapices que trazaran la historia del país desde sus orígenes hasta hoy. Tejidos en la Manufactura de los Gobelinos en París, sus diseños se basaron en los diseños del artista Bjørn Nørgaard. Terminados en 1999, se encuentran en la actualidad colgados en el Gran Salón del Palacio de Christiansborg.

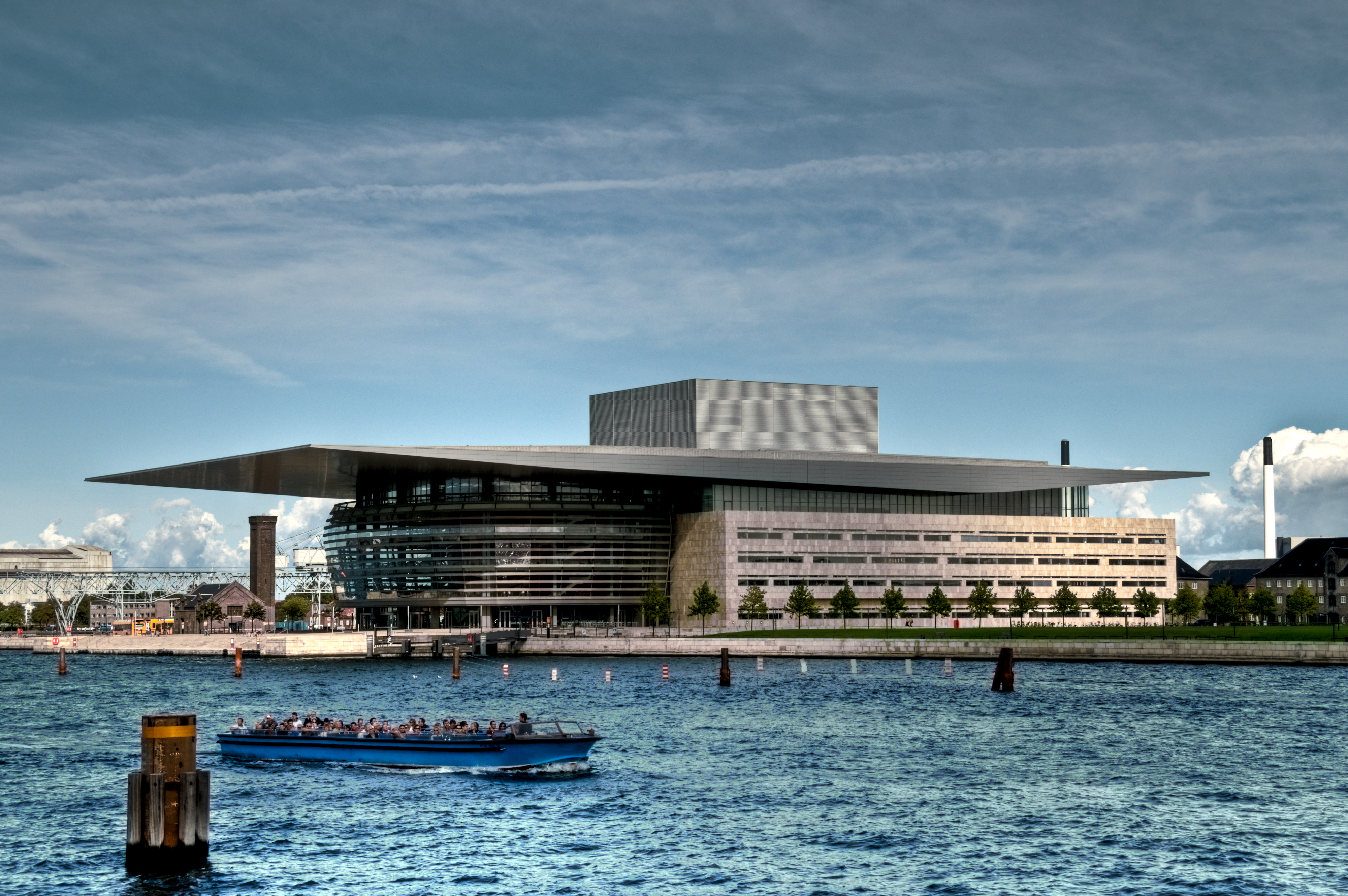
La Ópera de Copenhague de Henning Larsen.

### Arquitectos internacionales
Siguiendo los pasos de Arne Jacobsen, los arquitectos daneses han registrado hitos de la arquitectura mundial. Johann Otto von Spreckelsen, basándose en simples figuras geométricas, diseñó el Grande Arche de la La Défense en París. El prolífico Henning Larsen diseñó el edificio del Ministerios de Asuntos Exteriores de Riad, lo mismo que varias construcciones en Escandinavia, incluyendo la recientemente terminada Ópera de Copenhague. La icónica Ópera de Sídney de Jørn Utzon lo llevó a ser una de las únicas dos personas cuyas obras han sido declaradas Patrimonio de la Humanidad con sus autores en vida.